# Tremsbüttel
Tremsbüttel é um município da Alemanha localizado no distrito de Stormarn, estado de Schleswig-Holstein .
Pertence ao Amt de Bargteheide-Land.